# OK Roxen
OK Roxen, grundad år 2000, är en gemensam tävlingsklubb i orientering för IFK Linköpings Orienteringssällskap och OK Skogsströvarna. Vid sidan av tävlingarna sköter de två moderklubbarna all övrig verksamhet självständigt.

### Webbkällor
- OK Roxens hemsida
- OK Skogsströvarnas hemsida
- IFK Linköpings hemsida